# Coupe du monde de football 2030
Navigation
Canada–États-Unis–Mexique 2026 Arabie saoudite 2034
La Coupe du monde de football 2030 est la 24e édition de la Coupe du monde de football masculin, compétition organisée par la FIFA et qui réunit les meilleures sélections nationales.
Elle se déroulera en Espagne, au Maroc et au Portugal, dont la candidature commune était seule en lice, selon un communiqué de la FIFA publié en octobre 2023, même si la décision officielle n'a été entérinée que fin 2024, après un vote du congrès. Ce dernier confirme la décision le 11 décembre 2024, et annonce que cette édition se déroulera officiellement du 13 juin au 21 juillet 2030, et que les trois rencontres organisées en Amérique du Sud seront programmées le 8 et 9 juin.
Pour fêter les 100 ans de la première édition (1930 en Uruguay), la FIFA décide que trois matchs auront lieu dans des villes d'Amérique du Sud :
- Asuncion (Paraguay) ;
- Buenos Aires (Argentine) ;
- Montevideo (Uruguay).

La compétition se déroulera donc sur trois continents (Afrique, Amérique du Sud et Europe). Il s'agira de la première Coupe du monde organisée en Afrique depuis 2010, en Amérique du Sud depuis 2014, ainsi qu'en Europe depuis 2018.
Les six pays sont automatiquement qualifiés pour la compétition,.
Initialement prévue pour 48 participants, cette Coupe du monde du centenaire pourrait finalement accueillir 64 équipes. En effet, une proposition soumise en ce sens est étudiée par la FIFA.

## Villes et stades
20 stades sont sélectionnés pour accueillir la Coupe du monde 2030 :
- Espagne : 11 stades dans 9 villes différentes
- Portugal : 3 stades dans 2 villes différentes
- Maroc : 6 stades dans 6 villes différentes

| Bilbao Barcelone La Corogne Las Palmas Madrid Saint-Sébastien Saragosse Séville |

| Lisbonne Porto |

*Provisoire
Trois villes sud-américaines ont été sélectionnés pour accueillir les matchs d'ouverture pour fêter le centenaire de la compétition : Buenos Aires en Argentine, Asuncion au Paraguay et Montevideo en Uruguay.
| Buenos Aires      | Montevideo        | Asuncion          |
| ----------------- | ----------------- | ----------------- |
| Stade Monumental  | Stade Centenario  | Estadio Conmebol  |
| Capacité : 84 567 | Capacité : 60 235 | Capacité : 47 000 |
|                   |                   |                   |

## Équipes qualifiées
| Carte                       | Europe (UEFA) 16 places (dont deux aux pays hôtes) | Amérique du Sud (CONMEBOL) 6 ou 7 places (dont trois aux pays hôtes) | Afrique (CAF) 9 ou 10 places (dont une au pays hôte) |
|                             | Espagne PO Portugal PO                             | Uruguay PO Argentine PO Paraguay PO                                  | Maroc PO                                             |
| Océanie (OFC) 1 ou 2 places | Espagne PO Portugal PO                             | Amérique du Nord, Centrale et Caraïbes (CONCACAF) 6 à 7 places       | Asie (AFC) 8 ou 9 places                             |
|                             | Espagne PO Portugal PO                             |                                                                      |                                                      |

## Polémique
La répartition des matchs du tournoi mondial de 2030 sur trois continents est l'objet de nombreuses critiques. Les réactions négatives viennent aussi bien de la part des supporters, des responsables du football que de groupes environnementaux. La grande distance entre l'Amérique du Sud et l'Europe ou l'Afrique du nord nécessiterait des voyages en avion considérables, ce qui augmenterait l' « empreinte carbone » de la compétition et serait en contradiction avec la « neutralité carbone » espérée par la FIFA. Sont également pointées du doigt les difficultés pour les supporters des équipes qui seraient tirées au sort pour jouer sur le continent américain contre l'Argentine, le Paraguay ou l'Uruguay, ainsi que la fatigue supplémentaire liée aux longs voyages pour toutes ces équipes. L'ancien président de la FIFA, Sepp Blatter, a averti que le nombre d'hôtes qui accueilleraient la Coupe du monde de la FIFA 2030 ferait « perdre son identité » au tournoi. D'autres ont argué qu'avec le système théorique de rotation de la FIFA, la CONCACAF (qui accueillera la Coupe du monde de la FIFA 2026), la CONMEBOL, l'UEFA et la CAF ne postuleraient pas pour l'édition suivante (2034), laissant cette dernière ouverte seulement à l'AFC et à l'OFC. Cela a conduit à des accusations selon lesquelles la FIFA aurait sélectionné les hôtes afin de garantir pour 2034 le champ libre à la candidature de l'Arabie saoudite, membre de l'AFC, malgré les controverses en matière de droits de l'homme concernant le pays du moyen-orient.